# Behance
Behance (stilizzato come Bēhance) è una rete di siti e servizi specializzati nell'autopromozione, tra cui consulenza e siti di portfolio online. È di proprietà di Adobe.
Le aziende come LinkedIn, AIGA, Adweek e Cooper-Hewitt, National Design Museum e scuole come l'Art Center College of Design, la Rhode Island School of Design (RISD) e la School of Visual Arts (SVA) hanno utilizzato i loro servizi.
ProSite (ora Adobe Portfolio) è l'applicazione di web design di Behance di DIY, simile a strumenti popolari come Weebly e Joomla!.

## Storia
Behance è stata fondata da Matias Corea e Scott Belsky nel novembre 2005. L'azienda inizialmente faceva affidamento sulle entrate, generando entrate vendendo banner pubblicitari, annunci di lavoro e, successivamente, biglietti per conferenze 99U. Nel maggio 2012, il loro primo round di finanziamento esterno ha ricevuto 6,5 milioni di dollari da investitori tra cui Dave McClure e la società di investimento personale di Jeff Bezos, Bezos Expeditions.

## Affari societari

### Adobe Portfolio
Adobe Portfolio (precedentemente ProSite) è l'applicazione di web design fai-da-te di Behance, simile a strumenti popolari come Weebly e Joomla. È uno strumento di creazione lato portfolio personale sul Web e si sincronizza con un progetto Behance degli utenti. È possibile accedere ad Adobe Portfolio solo acquistando un abbonamento Adobe Creative Cloud.

### Siti serviti
I contenuti della rete Behance vengono alimentati in una rete di siti chiamati siti serviti, che mostrano lavoro in categorie specifiche come la moda, il design industriale e la tipografia. Nel mese di settembre 2010 ne sono stati aggiunti altri, tra cui branding, arte digitale e design del giocattolo. Nell'aprile 2012 sono state aggiunte categorie come pubblicità, arte, architettura e altro.

### Metodo d'azione
Il metodo di azione è una metodologia di produttività che punta a professionisti creativi. Include una linea di prodotti di carta (dal 2014 venduti da The Ghostly Store piuttosto che da Behance) e da un'applicazione online denominata Action Method Online (cessata il 1 ° giugno 2014).

### 99U
99U è un servizio di consulenza e conferenza annuale a New York che si concentra sul marketing. Il nome 99U proviene dalla citazione di Thomas Edison "Il genio è per l'1% ispirazione e per il 99% sudore". Nel 2011, 99U ha vinto un Webby Award come Miglior blog culturale.

## Premi
- 2009 Webby Award (The Behance Network) - Categoria: Auto-promozione/Portfolio - Finalista
- 2009 Premio Silicon Alley Insider - Il prodotto o servizio più amato - Finalista
- 2011 Webby Award (The 99%) - Miglior blog culturale - Vincitore
- 2017 Webby Award (Behance) - Comunità - Vincitore